# Смирнов, Алексей Сергеевич (предприниматель)
Алексе́й Серге́евич Смирно́в (род. 9 июня 1963, Бежецк Тверской области) — российский предприниматель.

## Биография
Родился 9 июня 1963 года в Бежецке. Мать Валентина Степановна — учитель русского языка и литературы в школе № 1. Отец Сергей Петрович — служащий госстраха. Окончил среднюю школу № 1 имени В. Я. Шишкова.
В 1988 году окончил Московский институт тонкой химической технологии им. М. В. Ломоносова по специальности «Технология резины».
В 1988 году на заводе «Бежецксельмаш» взял в аренду пустующий цех, чтобы организовать в нём своё частное небольшое производство. Кооператив Смирнова работал и на завод, его продукция шла в отчётность завода.
В течение десяти лет создавал своё химическое производство, сначала — в Бежецке, потом — в Москве. Создав «Нефтехим», предложил «Лукойлу» (1997 год) сотрудничество.
С марта 1998 года Смирнов — генеральный директор ЗАО «Лукойл-Нефтехим», с 2005 года — вице-президент ОАО «Лукойл».
Почетный гражданин Бежецка.

## Награды
- Удостоен звания «Почетный нефтехимик» (2002).
- Лауреат Национальной премии имени Петра Великого (2003).
- Награжден Орденом «За заслуги перед Отечеством» IV степени (2008).